# فلويد كروفورد
فلويد كروفورد (بالإنجليزية: Floyd Crawford)‏ هو لاعب هوكي الجليد كندي، ولد في 28 نوفمبر 1928 في تورونتو في كندا، وتوفي في 11 نوفمبر 2017 في بيلفي في كندا.

## وصلات خارجية
- فلويد كروفورد على موقع EliteProspects.com (الإنجليزية)
- فلويد كروفورد على موقع HockeyDB.com (الإنجليزية)